# Stenaelurillus werneri
Stenaelurillus werneri är en spindelart som beskrevs av Simon 1906. Stenaelurillus werneri ingår i släktet Stenaelurillus och familjen hoppspindlar. Inga underarter finns listade i Catalogue of Life.